# Paul J. Nahin
Paul J. Nahin (n. 26 noiembrie 1940, Berkeley, California, SUA) este un inginer și autor american care a scris 18 cărți despre fizică și matematică, inclusiv biografii ale lui Oliver Heaviside, George Boole și Claude Shannon, cărți despre concepte matematice precum formula lui Euler și unitatea imaginară și o serie de cărți despre fizică și puzzle-urile filozofice ale călătoriei în timp. 

## Biografie
Născut în California, a absolvit Liceul Brea Olinda în 1958, iar ulterior a primit un B.S. de la Universitatea Stanford în 1962, un M.S. de la Institutul de Tehnologie din California în 1963 și un doctorat la Universitatea din California, Irvine în 1972.
După aceea, a predat la Harvey Mudd College, la Universitatea din Virginia și la Școala Postuniversitară Navală din Monterey, California. 
Din 2004, Nahin este profesor emerit de electrotehnică la Universitatea din New Hampshire. A primit premiul Chandler Davis în 2017 pentru excelență la Expoziția scrierilor de matematică și, în 1979, primul premiu pentru scriere Harry Rowe Mimno de la IEEE Areospace and Electronic Systems Society.
Paul J. Nahin, care a scris pe larg despre tema călătoriilor în timp în ficțiune, a  afirmat că „deși în prezent consensul este că trecutul nu poate fi schimbat,  scriitorii de științifico-fantastic au folosit ideea schimbării trecutului pentru a realiza o povestire bună".:267

## Lucrări
- In Praise of Simple Physics: The Science and Mathematics behind Everyday Questions (2016)
- Inside Interesting Integrals (2014)
- Holy Sci-Fi!: Where Science Fiction and Religion Intersect (2014)[13]
- The Logician and the Engineer: How George Boole and Claude Shannon Created the Information Age (2012)
- Chases and Escapes: The Mathematics of Pursuit and Evasion (2012)
- When Least Is Best: How Mathematicians Discovered Many Clever Ways to Make Things as Small (or as Large) as Possible (2011)
- Number-Crunching: Taming Unruly Computational Problems from Mathematical Physics to Science Fiction (2011)
- Dr. Euler's Fabulous Formula: Cures Many Mathematical Ills (2011)[14]
- Time Travel: A Writer's Guide to the Real Science of Plausible Time Travel (1997)
- Mrs. Perkins's Electric Quilt: And Other Intriguing Stories of Mathematical Physics (2009)
- Time Machines: Time Travel in Physics, Metaphysics, and Science Fiction (2001)[15]
- The Science of Radio: With MATLAB and Electronics Workbench Demonstrations, ediția a 2-a (2001)
- Duelling Idiots and Other Probability Puzzlers (2000)
- An Imaginary Tale: The Story of √-1 (1998)[16]
- Oliver Heaviside: Sage in Solitude : The Life, Work, and Times of an Electrical Genius of the Victorian Age (1988)[17][18][19][20]